# Обрада снимака
Обрада снимака је процес извлачења информација из снимака. Треба разликовати снимак од слике или фотографије. Задње подразумијева запис који садржи информације о облику, боји, објекта а добијене снимањем видљивог дијела спектра свјетлосног сигнала. Снимак је приказ објекта, без обзира на коришћену таласну дужину или коришћени тип уређаја за даљинску детекцију и снимање електромагнетне енергије (нпр. радар).
У циљу искориштења и добре употребе података добијених даљинском детекцијом, морамо бити у стању да извучемо смислене информације из снимака. Интерпретација и анализа података укључује идентификацију и мјерење различитих објеката у снимку да би се извукла корисна информација о њима. Објекти у снимцима могу бити све ставке које могу бити уочене на снимку, а имају сљедеће карактеристике:
- Ставка може бити тачка, линија или површ. Ово значи да могу имати било коју форму, од аутобуса паркираног на стајалишту до моста, ауто-пута или веће водене површине.
- Ставка мора бити разлучива, тј. мора постојати контраст у односу на позадину и друге ставке на снимку.􀂄

Већина начина обраде који се користе у системима за анализу могу бити категоризована у сљедеће четири категорије:
- Препроцесирање
- Побољшавање снимка
- Трансформација снимка
- Класификација и анализа